# Parodontitis beim Hund

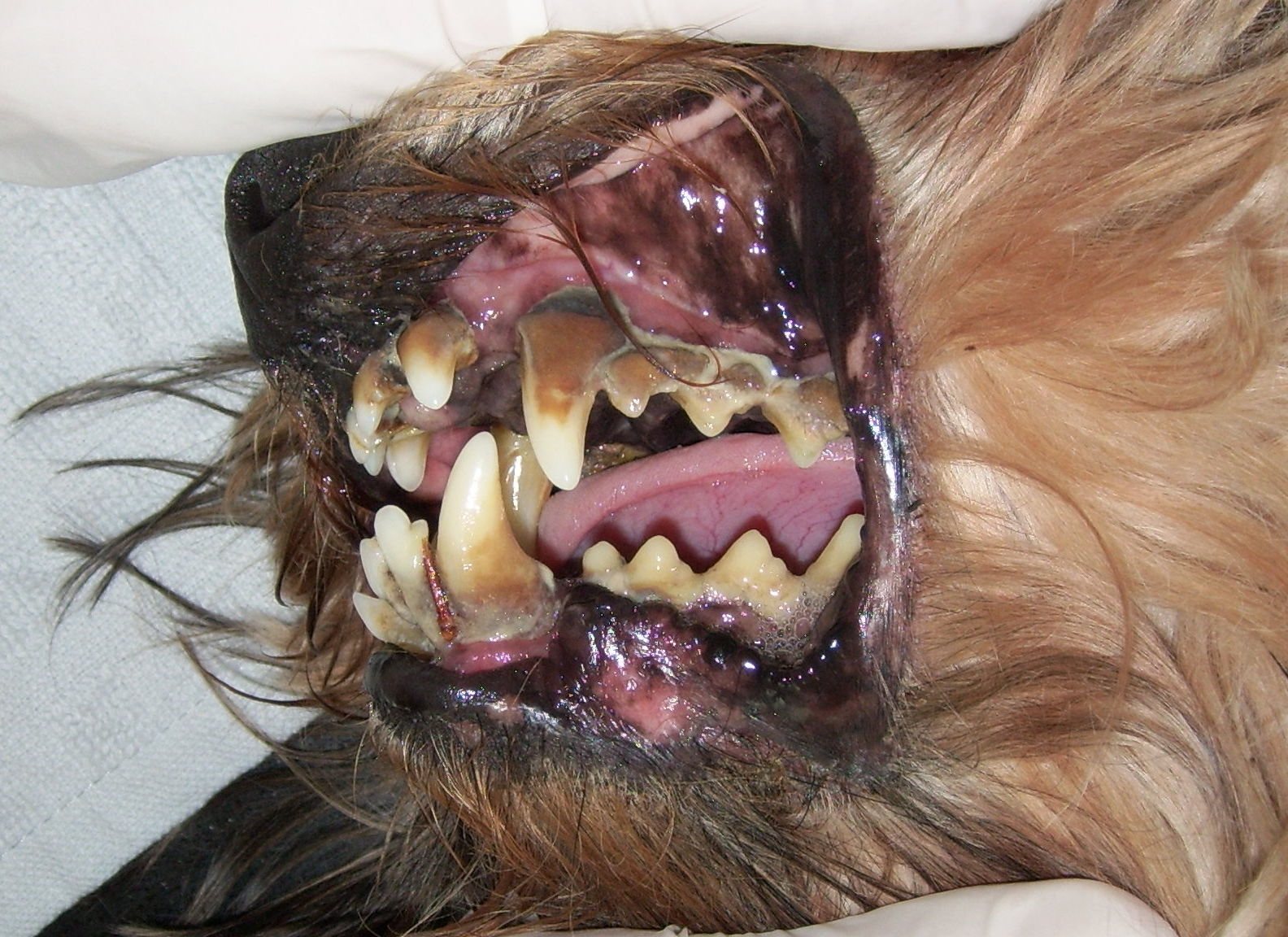
Massiver Zahnstein und Parodontitis bei einem Hund

Parodontitis (Pl. Parodontitiden) beim Hund ist eine Erkrankung des Zahnhalteapparats (Parodontium) beim Hund, die durch eine Entzündung von Zahnfleisch, Wurzelhaut und Zahnfach sowie im fortgeschrittenen Stadium durch eine Schädigung des Zahnzements und der Kieferknochen gekennzeichnet ist. Sie ist die wichtigste Ursache des Zahnverlusts beim Hund.
Die Parodontitis ist beim Hund die häufigste Erkrankung der Maulhöhle und beginnt häufig schon im Alter von zwei Jahren. Bereits im Alter von fünf Jahren haben vier von fünf Hunden eine nachweisbare Parodontitis. Die Erkrankung ist kein kosmetisches Problem, sondern führt schließlich zu Störungen des Allgemeinbefindens und begünstigt Entzündungen innerer Organe.

## Krankheitsentstehung
Eine Parodontitis wird primär durch die Ablagerung von Zahnbelag (Plaque) am Zahnfleischrand verursacht. Dieser Biofilm setzt sich zunächst vor allem aus nicht beweglichen, aeroben, Gram-positiven kokkoiden Bakterien zusammen. Wird die Plaque nicht regelmäßig mechanisch entfernt (durch Zähneputzen oder auch durch entsprechend strukturiertes Futter), kommt es durch Auflösung des Haftepithels zu einer Vertiefung der Furche zwischen Zahn und Zahnfleisch (Sulcus gingivae, „Zahnfleischfurche“). In dieser vertieften Zahnfleischfurche vermehren sich nun vor allem Gram-negative, bewegliche, anaerobe stäbchenförmige Bakterien, unter anderem aus den Gattungen Porphyromonas (insbesondere P. gingivalis), Bacteroides, Fusobacterium und Actinomyces. Diese führen auch zu einer Auflösung der Wurzelhaut (Desmodont) und einer Osteolyse des Zahnfachs. Diese nekrotischen Veränderungen am Zahnhalteapparat führen schließlich zum Zahnverlust.
Im Gegensatz zu einer reinen Zahnfleischentzündung (Gingivitis) ist eine Parodontitis immer unumkehrbar (irreversibel). Nicht jede Gingivitis geht zwangsläufig in eine Parodontitis über. Für das Entstehen einer Parodontitis sind daher weitere Einflussfaktoren von Bedeutung:
- Fehlerhafte Zahnstellung: Sie führt zu zusätzlichen Nischen für die Ansammlung von Futterresten, Plaques und Zahnstein. Solche Fehlstellungen weisen vor allem Toy- und kurzköpfige Rassen auf.
- Geringer Speichelfluss: Er vermindert die Selbstreinigungskräfte der Maulhöhle und begünstigt damit die Ansammlung von Plaque.
- Wurzelmissbildungen: Fehlbildungen der Zahnwurzel können zu einer reduzierten Anheftung des Zahnhalteapparats, sowohl im epithelialen als auch desmondontalen Bereich führen.
- Funktionelle Fehlbelastung: Fehlstellungen oder Unarten wie das Beißen auf Steine und andere harte Gegenstände kann zu einer Erhöhung der entzündungsauslösenden Zytokine führen.
- Pulpitis: Entzündungen der Zahnhöhle können auf das Parodontium übergreifen.
- Ernährung: Ein Calciummangel und Phosphat-Überschuss führen zu einem sekundären Hyperparathyreoidismus und damit einem Knochenabbau im Zahnfach. Auch Störungen der Vitamin-D-Versorgung beeinträchtigen das Calcium-Phosphor-Verhältnis. Vitamin-A- und Vitamin-B-Mangel führen zu Zahnfleischentzündungen und Resorptionsvorgängen im Zahnfach. Ein Vitamin-A-Überschuss kann zu Zahnfleischwucherungen führen. Unstrukturiertes Futter wie Dosenfutter begünstigt die Entstehung von Plaques, während Fleisch und Hartfutter zumindest an den am Kauvorgang beteiligten Zahnflächen zu einem Abrieb führen. Allerdings spielt die Futterkonsistenz bei Zahnfehlstellungen nur eine geringe Rolle.
- Alter: Ältere Hunde zeigen deutlich häufiger Parodontalerkrankungen. Das im Alter nachlassende Immunsystem führt zu Störungen der Abwehr.

Darüber hinaus begünstigen eine Reihe von Allgemeinerkrankungen die Entstehung von Parodontitiden. Dies sind vor allem Zuckerkrankheit, chronisches Nierenversagen das Canine Leukocyte Adhesion Deficiency Syndrome (CLAD) und das Chediak-Higashi-Syndrom. Beim Beagle kann die genetisch bedingte Akatalasämie Ursache für eine Parodontitis sein.

## Symptome und Diagnostik
Betroffene Tiere zeigen häufig eine reduzierte Aufnahme von Hartfutter und Mundgeruch. Zahnbelag, der entscheidender Auslöser einer Parodontitis ist, ist manchmal nur als dünner Film nachweisbar und wird wie Mundgeruch vom Besitzer häufig als altersgerecht angesehen. Zahnstein ist zwar kein ursächlicher Faktor für eine Parodontitis, das Ausmaß der Zahnsteinbildung ist aber ein Indiz für den Status der Maulhygiene. Eine Zahnfleischentzündung wird zwar häufig beobachtet, sie ist aber kein direktes Merkmal einer Parodontitis: Eine Vertiefung der Zahnfleischtasche kann auch gänzlich ohne entzündliche Erscheinungen des Zahnfleischs auftreten. Der Rückgang des Zahnfleisches bedeutet immer auch ein Nachlassen der Verankerung des Zahns im Zahnfach, er kann aber auch durch mechanische Ursachen bedingt sein und ist damit kein sicheres Indiz für eine Parodontitis. Eine Zahnlockerung tritt erst im Endstadium einer Parodontitis auf. Eine Parodontitis kann auch zu Störungen des Allgemeinbefindens führen. Infolge der Schmerzhaftigkeit werden Berührungen am Kopf manchmal kaum noch toleriert, das Tier zieht sich zurück, seine sozialen Kontakte werden weniger und die Lebensfreude nimmt ab. Auch diese Allgemeinsymptome werden vom Besitzer häufig als normale Alterserscheinungen angesehen. Eine Parodontitis kann darüber hinaus durch metastatische Streuung von Keimen über die Blutbahn zu Herzinnenhaut-, Hermuskel-, Leber-, Nieren- und Nierenkörperchenentzündung sowie chronischer Bronchitis führen.
Die frühzeitige Erkennung einer Parodontitis ist ein entscheidender Faktor. Die Tiefe der Zahnfleischfurche wird mit einer Parodontalsonde vermessen, sie beträgt beim zahngesunden Hund 2 mm. Parodontale Schäden lassen sich durch eine Röntgenuntersuchung nachweisen, wobei intraorale Aufnahmen der Einzelzähne am besten geeignet sind. Mikrobiologische Untersuchungen sind nur bei Verdacht auf spezifische Keime angezeigt. Die Untersuchung immunologischer Parameter aus Speichelproben spielt beim Hund bislang keine Rolle.
Für die Akatalasämie existiert ein Gentest.

## Behandlung
Parodontitis wird durch eine gründliche Zahnreinigung beim Tierarzt behandelt, die hier auch die Reinigung der Zahnfleischtaschen einschließt. Bei Taschen bis zu einer Tiefe von 6 mm kann eine konservative Zahnreinigung durch Scaler, Küretten und Ultraschall mit anschließender Spülung der Zahnfleischtaschen mit Chlorhexidin und Politur der Zahnoberflächen erfolgen. Die abschließende Fluoridierung hemmt die erneute Bakterienanlagerung.
Tiefere Taschen können unter Schonung des am Zahn anliegenden Zahnfleischs aufgeschnitten werden, damit der Zahnbelag auch dort entfernt werden kann. Zähne, bei denen bei mindestens einer Wurzel noch mindestens 25 % des knöchernen Zahnfachs vorhanden ist, können normalerweise erhalten werden. Zähne, bei denen diese Voraussetzung nicht mehr gegeben ist, sollten gezogen werden.
Bei fortgeschrittenen oder aggressiven Parodontitiden sowie Allgemeinerkrankungen ist eine systemische Antibiotikagabe angezeigt.

## Vorbeugung

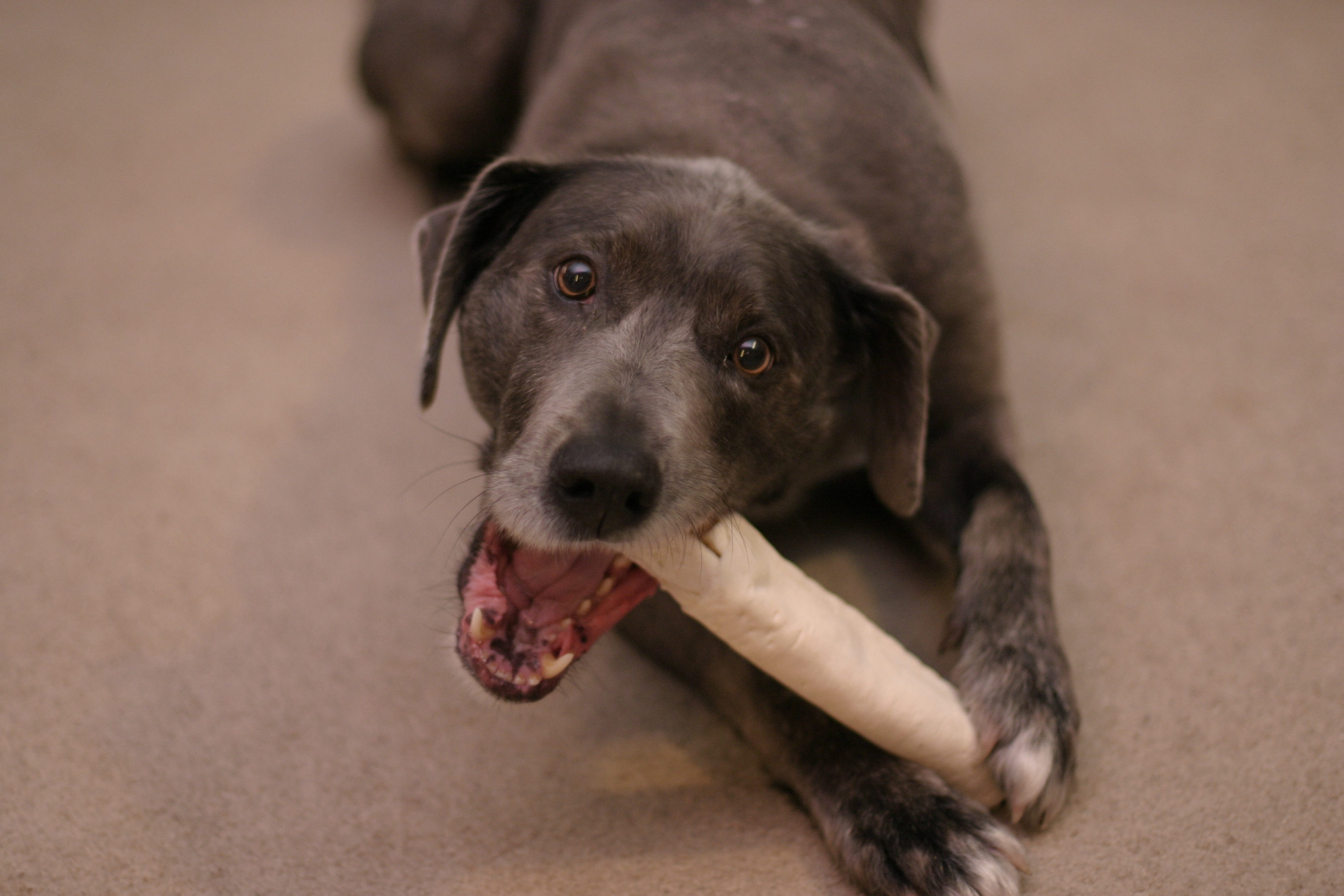
Hund mit Kauspielzeug

Die Vorbeugung besteht im Vermeiden und regelmäßigem Entfernen von Zahnbelag durch adäquate Maulhygiene. Es gibt spezielle Gels zur Plaqueprävention, die an der Zahnoberfläche anhaften und diese gegen die Besiedlung mit Bakterien schützen, indem sie dort eine wasserabwehrende Barriere bilden. Der Zahnbelag kann auch mechanisch entfernt werden, einerseits durch hartes Futter oder auch Knochen oder Kauspielzeuge, andererseits auch durch regelmäßiges Zähneputzen, was allerdings nicht alle Hunde tolerieren.